# Refugio de Vida Silvestre Manglares Estuario Río Muisne
Das Refugio de Vida Silvestre Manglares Estuario Río Muisne befindet sich an der Pazifikküste von Ecuador. Das 31,73 km² große Schutzgebiet wurde am 28. März 2003 mittels der Resolución N° 47 und des Registro Oficial N° 72 vom 30. April 2003 eingerichtet.

## Lage
Das Refugio de Vida Silvestre Manglares Estuario Río Muisne befindet sich an der Pazifikküste in den Provinzen Esmeraldas und Manabí. Es umfasst die Ästuare der Flüsse Río Muisne und Río Cojimíes.

## Ökologie
In Ecuador wachsen in allen Flussmündungen entlang der Pazifikküste Mangroven. In diesen nährstoffreichen und vom Wellengang geschützten Gebieten wurden in den 1980er Jahren Tausende von Becken für die Garnelenzucht gebaut. In einigen Gebieten, wie der Flussmündung des Río Muisne im südlichen Esmeraldas und dem des Río Cojimíes im nördlichen Manabí, war die Zerstörung der Mangroven fast vollständig. Im Schutzgebiet kommen folgende Mangrove-Typen vor: mangle rojo („roter Mangrove“), mangle blanco („weißer Mangrove“), mangle negro („schwarzer Mangrove“), mangle jelí („grauer Mangrove“), Pelliciera Rhizophorae (mangle piñuelo) und Knopfmangrove (Conocarpus erectus). Das Areal bildet den Lebensraum zahlreicher Tierarten, darunter 70 Vogelarten, 95 Fischarten, 35 Weichtierarten und 28 Krebstierarten.